# Nefrostom
Nefrostom – orzęsiony lejek, otwarty do jamy ciała, zlokalizowany w okolicy przednercza. Jego zadaniem jest zbieranie produktów metabolizmu i przekazywanie ich do nefronu.